# 앙네스 키텔센

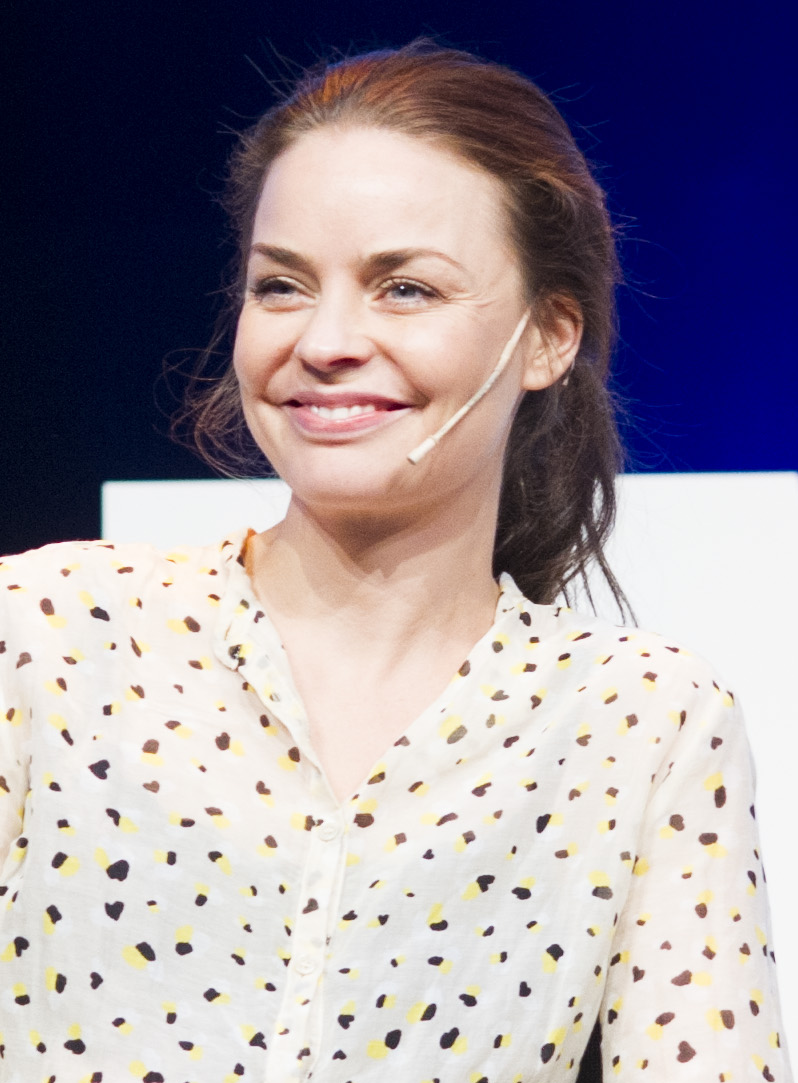

앙네스 키텔센(노르웨이어: Agnes Kittelsen, 1980년 5월 20일 ~ )은 노르웨이의 배우이다.
크리스티안산에서 태어났다.

## 영화
- 파이로매니악: 연쇄 방화사건 (2016년)
- 스태잉 얼라이브 (2015년)
- 해피 아워 인 파라다이스 (2015년)
- 하프 브라더 (2013년)
- 콘티키: 위대한 항해 (2012년)
- 크리스마스 스타 (2012년)
- 해피, 해피 (2010년)
- 밀레니엄 : 제3부 벌집을 발로 찬 소녀 (2009년) - (uncredited) 역
- 막스 마누스 (2008년) - 티켄 역